# Хросно (Куявсько-Поморське воєводство)
Хросно (пол. Chrosno) — село в Польщі, у гміні Крушвиця Іновроцлавського повіту Куявсько-Поморського воєводства.
Населення — 177 осіб (2011).
У 1975-1998 роках село належало до Бидгощського воєводства.

## Демографія
Демографічна структура станом на 31 березня 2011 року:
|          | Загалом | Допрацездатний вік | Працездатний вік | Постпрацездатний вік |
| -------- | ------- | ------------------ | ---------------- | -------------------- |
| Чоловіки | 90      | 19                 | 66               | 5                    |
| Жінки    | 87      | 18                 | 57               | 12                   |
| Разом    | 177     | 37                 | 123              | 17                   |